# Saab PhoeniX
La PhoeniX è una concept car ibrida progettata dall'allora responsabile del design della casa svedese Jason Castriota, venne esposta al salone dell'automobile di Ginevra nel 2011.

## Contesto
Il nome PhoeniX deriva dal vocabolo phoenix, in italiano fenice. Il concept basato sulla nuova piattaforma PhoeniX, come la fenice che risorge dalle proprie ceneri, simboleggiava il nuovo corso della casa automobilistica Saab a seguito della formazione del gruppo Swedish Automobile (Saab Automobile AB-Spyker Cars). La piattaforma PhoeniX doveva essere la base per lo sviluppo delle nuove vetture. 
Il concept si ispira alla UrSaab nel padiglione in vetro a forma di goccia dal quale si elevano due vistose appendici che protendono verso la zona posteriore, zona posteriore inspirata alla coda tronca della Saab Sonett. L'auto ha una configurazione 2+2 e l'apertura delle portiere è ad ala di gabbiano. Il cruscotto è composto da uno schermo tattile da 8 pollici gestito dal Saab IQon che, oltre a gestire la vettura, permette di avere accesso a Internet e alle varie applicazioni.
La PhoeniX è spinta da due propulsori: un 1.598 cm³ a benzina di origine BMW che sviluppa 200 CV ed opera sulle ruote anteriori, un motore elettrico da 25 kW operante sulle ruote posteriori. La casa dichiara uno scatto da 0 a 100 km/h in meno di 6 secondi e una velocità massima limitata di 250 km/h.
I modelli di serie basati sulla piattaforma PhoeniX erano previsti per il 2013, ma non furono mai sviluppati a causa delle successive vicende che hanno interessato la casa svedese.